# Липиньская, Марта
Марта Липиньская (пол. Marta Lipińska) — польская актриса театра, радио и кино.

## Биография
Марта Липиньская родилась 14 мая 1940 года в Бориславе (тогда в Украинской ССР). В 1962 г. окончила Государственную высшую театральную школу в Варшаве (теперь Театральная академия им. А. Зельверовича) и получила ангажемент в Современном театре в Варшаве. Дебютировала на сцене ролью Ирины в спектакле «Три сестры» Чехова, за которую на фестивале в Катовице признали её награду[стиль] для молодых актёров (1963). От много лет связанная[прояснить] с радио, где брала участие в много передачах[стиль], 1973—2002 вместе с Кшиштофом Ковалевским выполняла[прояснить] очень популярную циклическую радиопостановку. Она выступила в много[стиль] фильмах, первую роль в кино сыграла ещё когда была студенткой.
Её муж — театральный режиссёр и актёр Мацей Энглерт.

## Избранная фильмография
- 1962 — Голос с того света / Głos z tamtego świata — Уршуля Хоберская
- 1962 — Красные береты — девушка Гжегожа, медсестра
- 1963 — Разводов не будет / Rozwodów nie będzie — Алина
- 1964 — Приданое / Wiano — Улька Кобузувна
- 1965 — Горячая линия / Gorąca linia — Вжосувна, невеста Виталиса
- 1965 — Катастрофа / Katastrofa — Ханка, возлюбленная Гжегожа
- 1965 — Сальто / Salto — Хелена
- 1966 — Ад и небо / Piekło i niebo — ангел-хранитель Петруся
- 1967 — Стена ведьм / Ściana czarownic — Магда
- 1970 — Романтики / Romantyczni — Эмилька
- 1972 — Дары волхвов / Dary magów — Доминика
- 1982 — Долина Иссы / Dolina Issy  — мать Томашека
- 1983 — Синтез / Synteza — Зборовская
- 1986 — Над Неманом / Nad Niemnem — Эмилия, жена Бенедикта
- 1996 — Женский бизнес / Damski interes — Анна
- 2002 — Мисс мокрая майка / Miss mokrego podkoszulka — Виктория, соседка Владислава
- 2002 — Суперпродукция / Superprodukcja — мать кинокритика
- 2004 — Никогда в жизни! / Nigdy w życiu! — мать Юдиты

## Признание
- Заслуженный деятель культуры Польши (1977).
- Золотой Крест Заслуги (1979).
- Офицер Ордена Возрождения Польши (2002).
- «Wielki Splendor» — приз «Польского радио» лучшему актёру радиопостановок (2005).
- Золотая Медаль «За заслуги в культуре Gloria Artis» (2010).